# 黄山栎
黄山栎（学名：Quercus stewardii）是壳斗科栎属的植物，是中国的特有植物。分布在中国大陆的江西、浙江、安徽、湖北等地，生长于海拔1,000米至1,750米的地区，多生长在山坡，目前尚未由人工引种栽培。